# HMS Eagle (1918)
HMS Eagle – brytyjski lotniskowiec z okresu II wojny światowej. Powstał w efekcie przebudowy nieukończonego pancernika budowanego dla Chile. Zatonął w 1942 storpedowany przez niemiecki okręt podwodny U-73. Był to 14. brytyjski okręt noszący nazwę „Eagle” (ang. orzeł).

## Historia
Przed I wojną światową Chile zamówiło w brytyjskich stoczniach dwa pancerniki. W 1914 wraz z wybuchem wojny prace na okrętach przerwano a następnie budowane jednostki wcielono do Royal Navy. Pierwszy z pancerników wszedł do służby jako HMS „Canada”.
Drugą jednostkę, która pierwotnie nosiła imię „Almirante Cochrane”, do 1917 budowano pod oznaczeniem HMS „India”, aby ostatecznie przebudować ją na lotniskowiec noszący nazwę HMS „Eagle”. W październiku 1919 nieukończony okręt planowano zwrócić Chile, jednak ostatecznie pozostał on w Royal Navy. Na podjęcie przez Admiralicję takiej decyzji  wpłynęły dobre wyniki prób morskich, a także brak dużych jednostek tej klasy we flocie.
Budowa okrętu zakończyła się we wrześniu 1923, a wejście do służby z powodu przeciągających się prób zdawczo-odbiorczych nastąpiło 26 lutego 1924. We wrześniu 1939 „Eagle” stacjonował w Singapurze, a jego pierwszą akcją bojową był udział w poszukiwaniach niemieckiego krążownika ciężkiego „Admiral Graf Spee”.
W maju 1940 dołączył do brytyjskiej Floty Śródziemnomorskiej stacjonującej w Aleksandrii. W lipcu 1940 samoloty pokładowe z „Eagle” atakując port w Tobruku zatopiły trzy włoskie niszczyciele i dwa statki handlowe. W sierpniu udało im się zatopić włoski okręt podwodny „Iride”.
11 sierpnia 1942 podczas ochrony kolejnego konwoju na Maltę „Eagle” został trafiony przez 4 torpedy wystrzelone z niemieckiego okrętu podwodnego U-73. Zginęło 160 członków załogi lotniskowca, a 927 udało się uratować.